# Ove Andersson
Ove Andersson   (Uppsala, 3 de gener de 1938 - George, 11 de juny de 2008) va ser un pilot de ral·li suec i el primer director d'equip a Toyota a la Fórmula 1. Era conegut amb el sobrenom de Påven ("Papa").

## Trajectòria
Ove Andersson comença a disputar ral·lis a partir de l'any 1962, disputant de forma puntual algun d'ells puntuable pel Campionat d'Europa de Ral·lis amb un Mini.
Els anys 1964 i 1965 es converteix en pilot de Saab, però posteriorment anà canviant de vehicle, aconseguint com a victòria més destacada el Ral·li de Suècia de 1966 amb un Lotus Cortina. A partir de 1968 es converteix en pilot de Ford, amb qui disputa el precursor del Campionat Mundial de Ral·lis, el Campionat internacional de constructors. Especialment exitós és l'any 1971, aconseguint la victòria amb un Alpine-Renault A110 1600 al Ral·li de Monte-Carlo, al Ral·li de Sanremo, al Ral·li dels Alps austríacs i al Ral·li Acròpolis, aconseguint el títol mundial de constructors per Alpine-Renault.
L'any 1972, Andersson crea el seu propi equip, el Andersson Motorsport, que acabarà sent l'embrió del equip Toyota pel Campionat Mundial de Ral·lis que es crearia a partir del 1973. L'equip tindria la seva seu a Uppsala. Durant aquests anys, Andersson es converteix, principalment, en pilot de Toyota i aconseguí set podis en les seves 28 participacions a proves mundialístiques, guanyant el Ral·li Safari de 1975 amb un Peugeot 504.
Ove Andersson combinà la seva tasca de gestió del Toyota Castrol Team amb la participació puntual a proves de ral·li fins a la dècada dels anys 80. L'equip de ral·li deixà de funcionar l'any 1999, quan Toyota decidí redirigir la seva tasca esportiva cap a la Fórmula 1, on hi debuten l'any 2002, mantenint-se Andersson en el projecte com a director d'equip. L'any 2003 Andersson deixa la seva tasca dins l'equip Toyota, mantenint-se això si com assessor.
Ove Andersson va morir l'11 de juny de 2008 mentre competía en un ral·li de cotxes clàssics a Sud-àfrica, el Ral·li Milligan, al col·lisionar de front amb un camió a una corva.